# سامسونگ بلک‌جک
بلک‌جک_(تلفن همراه) یک‌نمونه از گوشی‌های تلفن همراه سری I شرکت سامسونگ می‌باشد  که توسط همین شرکت به بازار عرضه شده‌است.